# Укрепрайоны афганских моджахедов (1979—1989)
Укрепрайоны афганских моджахедов (1979—1989) (англ. afghan mujahideen fortified cave complexes) — органы в системе тылового обеспечения афганской оппозиции. В период Афганской войны (1979—1989) к крупным укрепрайонам оппозиции относились базовые районы: «Джавара», «Тора-Бора», «Кокари-Шаршари».

## Предназначение
Укрерайоны представляли собой фортификационные комплексы с мощными опорными пунктами и оборонительными сооружениями, единой системой управления огня. Играли ключевую роль в повстанческой борьбе афганской оппозиции с Советскими войсками и правительственными силами ДРА.

Укреплённые районы; укрепрайоны оппозиции располагались в приграничных и внутритерриториальных афганских территориях — труднодоступных, значительных по территории горных участках местности в удалении от больших населённых пунктов и военных гарнизонов (в изоляции), были отлично защищены мощными оборонительными укреплениями и инженерными коммуникациями, системой ПВО, имели склады вооружения и боеприпасов и подготовленный личный состав гарнизонов. Военные задачи укрепрайонов состояли в нанесения урона наступающим и осаждающим, преобладавшим силами и средствами советским и афганским правительственным войскам.

## История
В 1981 году оснащение укрепрайонов афганской оппозиции средствами ПВО достигла больших масштабов. В каждом насчитывалось до нескольких десятков зенитных огневых точек ЗУ-23-2 и различных ПЗРК. Использование рельефа местности (природные складки, пещеры) обеспечивало скрытность их размещения и внезапность при поражении цели. На стороне мятежников были важные — хорошее знание местности, поддержка населения, умение использовать естественные укрытия и маскировка. Отряды оппозиции быстро ретировались и скоро рассредотачивались при опасности. Обнаружение с воздуха было сложным, даже по наводке при наличии точных координат. Советская ударная авиация, часто сама натыкалась на зенитный огонь мятежников.

## „Джавара“
Джавара (пушту. „Волчья яма“) — укрепрайон афганских моджахедов в период Афганской войны (1979—1989) одного из лидеров „Пешаварской семёрки“ — Джалалуддина Хаккани в зоне афгано-пакистанской границы провинции Хост республика Афганистан.
 Фортификационное сооружение „Джавара“ — комплекс с мощными оборонительными коммуникациями из защитных сооружений и укреплений, организованных по единому плану управления (взаимодействия) „системы огня“ с целью ведения продолжительных оборонительных действий с превосходящими силами противника. Через перевалочную базу „Джавара“ проходило около 20 % всего объёма материальных ресурсов иностранной помощи следующих из соседнего Пакистана: продовольствия, снаряжения, вооружения и боеприпасов.

„Джавара“ являлся крупным объектом пропагандистского значения — площадка для вещания сочувствующих моджахедам журналистов и политиков. Состоял из множества галерей и укрытий, складских и жилых помещений — госпиталь, казарма, бункер штаб и т. д.

— Располагался в юго-восточной провинции Хост — фортификационное сооружение обладал мощными оборонительными коммуникациями, защитными сооружениями и укреплениями, с единым планом взаимодействия (управления) системы огня. В устойчивой обороне, условиях полной изоляции был способен эффективно противостоять кратно превосходящим силам и средствам Советских войск: (сухопутным силам, артиллерии и авиации), атакующим на широком фронте, нанося незначительными силами максимальный ущерб.

— Строительство базы Джавара началось ещё до прихода к власти НДПА для ведения борьбы с режимом Дауда и продолжалось продолжительное время. Фортификация представляла собой комплекс наземных и подземных (тоннельного типа с защитной толщей 15-20 м) сооружений, где размещались все необходимое для жизни, быта и боевой деятельности: командный пункт с узлом связи, учебный и пропагандистский центры, несколько казарм, множество складов оружия, боеприпасов и материальных средств, авторемонтные и оружейные мастерские, снаряжательный патронный цех (по сборке патронов БУР), госпиталь, тюрьма, множество складов оружия, боеприпасов и материальных средств.

— Обучались специалисты по минно-подрывному делу, применению зенитно-пулемётных средств (ДШК, ЗГУ) и других видов оружия, создавались также специализированные центры с раздельным обучением специалистов по боевому применению переносных зенитных ракетных комплексов (Мамадгарт, Варсак, Садда, Аравали и др.) и пусковых установок реактивных снарядов» Из книги «Мы атакуем с небес» автор Сергей Сергеев.

— Жизнедеятельность укрепрайона поддерживалась резервными и альтернативными источниками энергии. Был оборудован системой автономного водоснабжения артезианской скважиной. Наличием стационарного медицинского учреждения. Охрану базы осуществлял отряд полевого командира Джалалуддина Хаккани, в качестве вспомогательных сил использовались обитавшие в данном регионе пуштуны.
В Джаваре имелись административные здания и жилые дома для размещения высокопоставленных лиц и иностранных представителей. База располагала автономным электро- и водоснабжением. Подступы к базе прикрывались тремя рубежами опорных пунктов, оборудованных на господствующих высотах огневыми сооружениями с укрытиями. Весь район имел исключительно сильную ПВО — большое количество ПЗРК, ДШК, ЗГУ.

«…Про штурм Измаила знают, кажется, все. Кое-что слышали и про линию „Мажино“. Эти укрепления считались неприступными. Допустимо ли сравнивать их с базой Джавара? Но то, что сама база и оборона вокруг неё построены по последнему слову науки и техники и считались западными да и восточными спецами неприступными, — это неоспоримый факт…»— генерал армии Варенников В.И. «Неповторимое», книга 5-я, глава 4-я выдержка о базе «Джавара»

## «Тора-Бора»
Тора-Бора («Тора-Бора» или «Тура-Бура» пушту: توره بوړه) — укрепрайон афганских моджахедов в период Афганской войны (1979—1989), радикального исламского движения «Талибан» и международной террористической организации «Алькаида» в периоды правления «режима Талибов» и ввода войск западной антиталибской коалиции «ISAF».

— Являлся стратегическим опорным пунктом и перевалочной базой группировки под командованием полевого командира и лидера в числе Союза «Пешаварской семёрки» — Юнуса Халеса.

Представлял лабиринт тоннелей, уходящий на глубину 400 м, с множеством галерей, хранилищ, жилых помещений и укрытий, бункеров, складов вооружения и боеприпасов.
— Общая протяжённость сообщений составляет более 25 км. Расположен в труднодоступном горном массиве на высоте — 4000 метров над уровнем моря в 85 километрах к югу от города Джелалабад провинции Нангархар. Использовался афганскими моджахедами и международными террористами во главе с Усамой бин Ладеном, Муллой Омаром, Юнусом Халесом и другими полевыми командирами пуштунских племён в период Афганской войны (1979—1989) и позже, с целью ведения боевых действий в устойчивой обороне с превосходящими силами «Северного Альянса» и «войсками западной антиталибской коалиции».

## «Кокари-Шаршари»

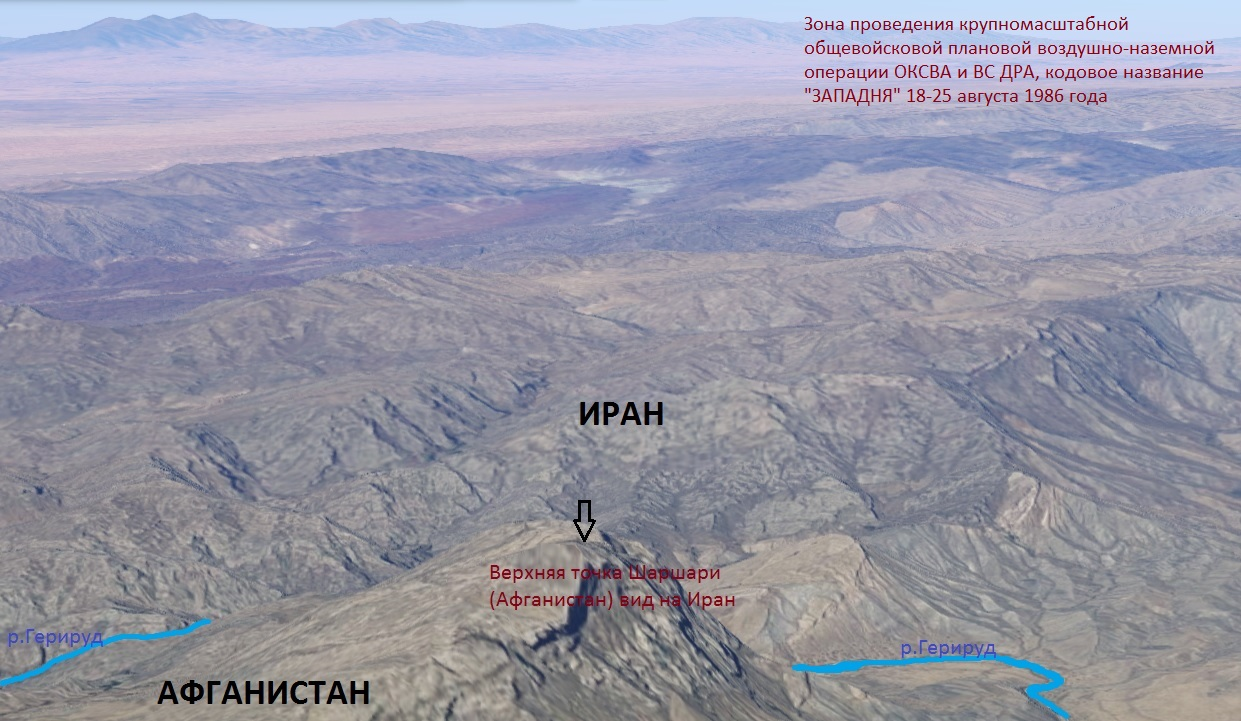
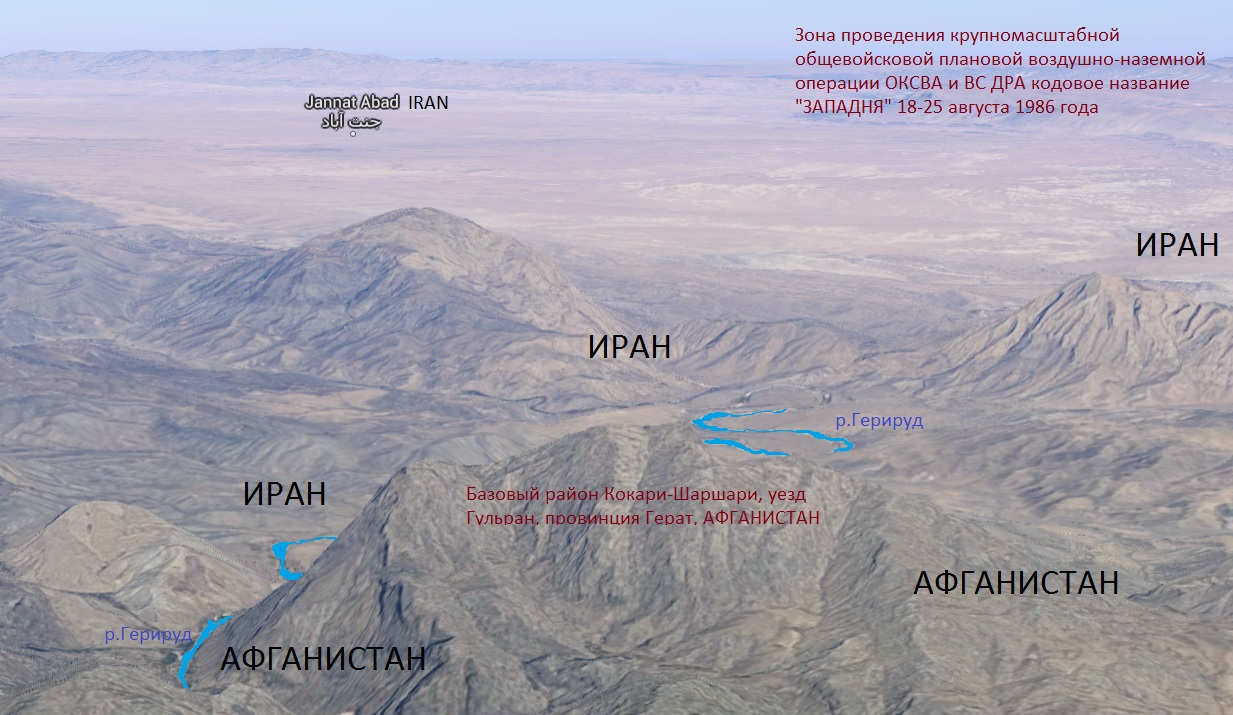
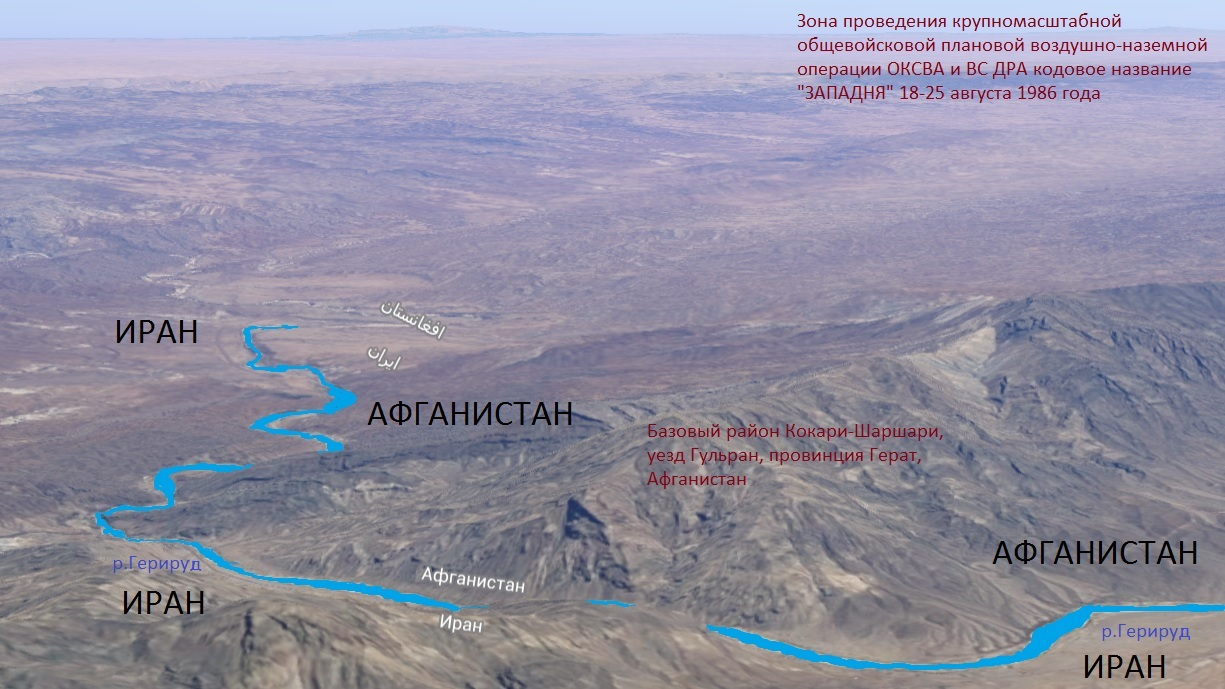
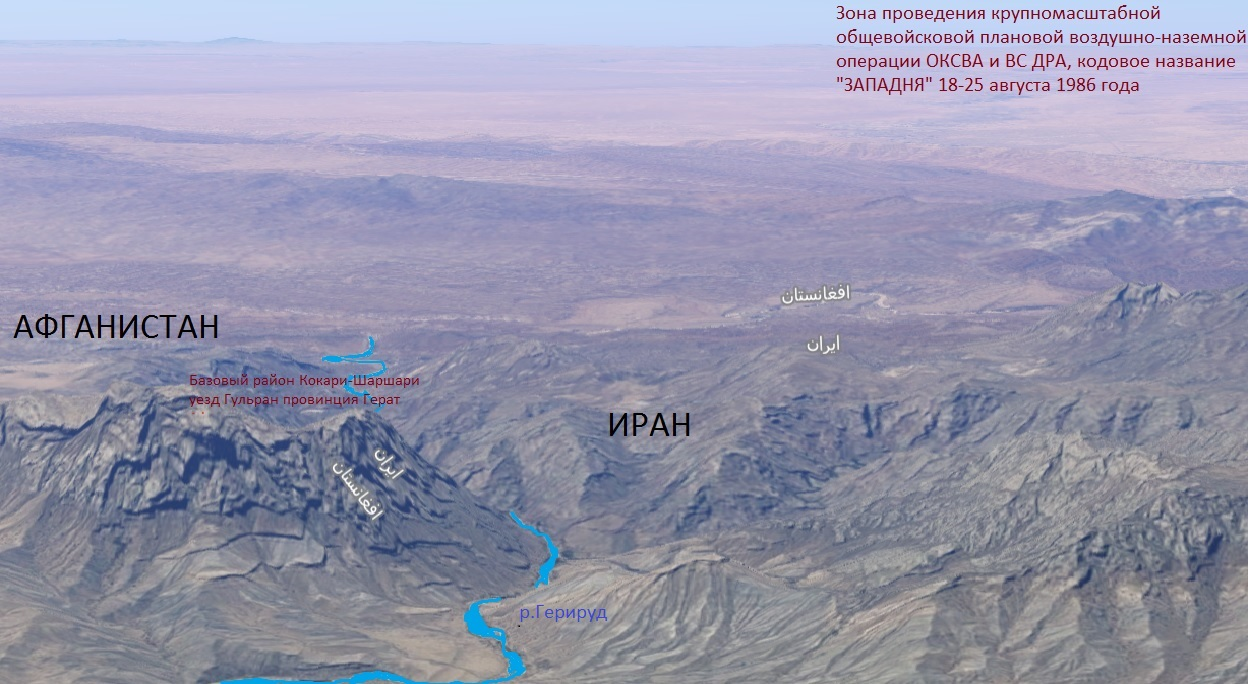

Кокари-Шаршари (перс.شرشر) — укрепрайон афганских моджахедов в период Афганской войны (1979—1989) многочисленного вооружённого формирования в составе «западной объединённой группировки» полевого командира Исмаил-хана (Туран Исмаил), в горном массиве «Кухе-Сенге-Сурах» — «Белые горы» в зоне афгано-иранской границы провинция Герат.
«Кокари-Шаршари», он же «Кокари-Шершари», «Какари-Шашари», «Какари-Шушари», «Шаршар», «Шер-Шер» — фортификационный комплекс из защитных сооружений и укреплений с мощными оборонительными коммуникациями, организованными по единому плану управления (взаимодействия) системы залпового огня был призван к ведению продолжительных боевых действий в устойчивой обороне на широком фронте в полной изоляции, сравнительно небольшими силами и средствами наносить максимальный ущерб превосходящим — осаждающим и штурмующим силам советских войск, использующим тяжелую артиллерию и штурмовую авиацию.

— Был построен в 1984 году в провинции Герат по проекту, разработанному западногерманскими и иранскими военными инженерами-фортификаторами. Гарнизон «Кокари-Шаршари» пополнялся проходившими военную подготовку в 34 центрах (лагерях) соседнем Иране, мятежников. В программе подготовки было: изучение материальной части стрелкового оружия; практические стрельбы; овладение основами тактики ведения боевых действий; отработка навыков ориентирования на местности; оказание первичной медицинской помощи; религиозно-политическая подготовка, курс антиправительственной и антисоветской пропаганды. Для идеологической обработки обучаемых был создан специальный пропагандистский факультет при Кумском теологическом центре. То, что пропаганда — одна из основ партизанской войны, моджахеды поняли сразу. Листовки к местному населению, воззвания к нашим солдатам попадались часто.

«Среди афганцев „Кокари-Шаршари“ слыло худым и „славилось“ своими добротными оборонными укреплениями и коммуникациями. Нам предстояло их уничтожить, а также захватить склады оружия и боеприпасов банды моджахедов под командованием полевого командира Турана Исмаил-хана. Приблизительно через тридцать минут мы уже подлетали к месту высадки. Выжженная земля, низкие по афганским меркам горы, сухое русло реки Герируд — место, где по топографической карте и проходит граница Афганистана с Ираном».— генерал-полковник А.И.Скородумов
«Кокари-Шаршари» имело: «бункер штаба командования», «узел связи», «ретранслятор», «казармы», «бомбоубежище», «госпиталь» с современным медицинским оборудованием и медикаментами, «склады» с запасами продуктов питания, питьевой воды, вооружения и боеприпасов располагались в многоуровневом комплексе — мощной железобетонной конструкции, способной выдержать бомбо-штурмовые удары авиации и тяжелой артиллерии.

Несмотря на ожесточённое сопротивление 25.08.1986 группировка «Кокари» была повержена. Уцелевшие при обороне защитники, поняв обречённость цитадели, используя ходы сообщений в системе подземных коммуникаций, оставив обороняемые позиции, с командиром формирований Исмаил-ханом удалились на территорию Ирана
«… Укрепрайон Исмаил-хана в Кокари-Шаршари мы все-таки взяли. Его банда была разбита. И только совсем незначительная часть уцелевших моджахедов, бросив оружие и боеприпасы, вместе с Исмаил-ханом ушла в Иран…» — Командир 149-го гвардейского мотострелкового полка А. И. Скородумов
Военачальники о базовом районе «Кокари-Шаршари»:

«В ходе боевых действий войска наносили удары с фронта по доступным направлениям в сочетании с манёвром отдельными подразделениями через труднодоступные районы с целью выхода во фланг и тыл противнику (как в пешем порядке, так и по воздуху). Именно такие действия были залогом успешного решения задач в операциях в Кунаре, Алихейле, „Кокари-Шаршари“ и др»— генерал Е.Г. Никитенко заместитель начальника оперативного отдела 40-й Армии в штабе управления операцией «Западня».

«В период моего пребывания в Афганистане был проведён целый ряд интересных и сложных операций. Конечно, операция операции — рознь. Одни не оставили никаких воспоминаний. Другие же никогда не поблекнут. Для меня особо памятны операции в Кунарском ущелье, при штурме базы Джавара, на Парачинарском выступе, в районе Кундуза, западнее Герата до базы „Кокари-Шаршари“ на иранской границе» — генерал армии Варенников В. И.— генерал армии Варенников В.И. начальник оперативной группы Минобороны СССР в Афганистане, командующий «Операцией Западня» о базовом районе «Кокари-Шаршари» в книге «Неповторимое» часть.5

«База в провинции Герат, к примеру, была построена в 1984—1985 гг. в соответствии с планом, разработанным западногерманскими и иранскими военными инженерами»………"Они представляли собой комплекс наземных и подземных (тоннельного типа с защитной толщей 15-20 м) сооружений. В них размещалось все необходимое для жизни, быта и боевой деятельности: командный пункт с узлом связи, учебный и пропагандистский центры, несколько казарм, множество складов оружия, боеприпасов и материальных средств, авторемонтные и оружейные мастерские, снаряжательный патронный завод (по сборке патронов БУР), госпиталь, тюрьма. Имелись административные здания и жилые дома для размещения высокопоставленных лиц и иностранных представителей. База располагала автономным электро- и водоснабжением. Подступы к базе прикрывались тремя рубежами опорных пунктов, оборудованных на господствующих высотах огневыми сооружениями с укрытиями. Весь район имел исключительно сильную ПВО — большое количество ПЗРК, ДШК, ЗГУ…."— генерал Ляховский А.А книга «Трагедия и доблесть Афгана» — о приграничном укрепрайоне Исмаил-хана в провинции Герат.
Операция «Западня», овладение «Кокари-Шаршари»

В конце августа 1986 года, частями ОКСВА была проведена плановая общевойсковая операция операция «Западня», в ходе которой войска овладели укрепрайоном «Кокари-Шаршари».

25.08.1986 группировка Исмаил-хана в «Кокари-Шаршари» была разбита, укрепрайон взят. Выжившие после боя с силами ОКСВА, защитники «Кокари», используя ходы сообщений в системе подземных коммуникаций, оставив обороняемые позиции и вооружение, вместе с Тураном Исмаилом скрылась в Иран.

## Овладение укрепрайонами

### «Альбурз, Агарсай, Шорча, Байрамшах»
Укрепрайоны в северных провинциях Балх и Саманган — «Альбурс», «Агарсай», «Байрамшах», «Шорча» полевых командиров: Забиулло, Мохаммад Алим, Атта Мохаммад Нур в зоне: Мармольского, Тангимармольского, Шадианского, Ташкурганского ущелий горного массива «Красные скалы» в 80-100 километров южнее, юго-западнее города Мазари-Шариф. По их захвату проводились общевойсковые операции: 1980, август 1981, 1982, март 1983, январь-февраль 1984 — годов.

Мармольское ущелье имело общую протяжённость 110 километров и включало следующие друг за другом горные участки: Чимтал, Балх, Дидейди, Нахри Шахи, Мармоль, Хульм..

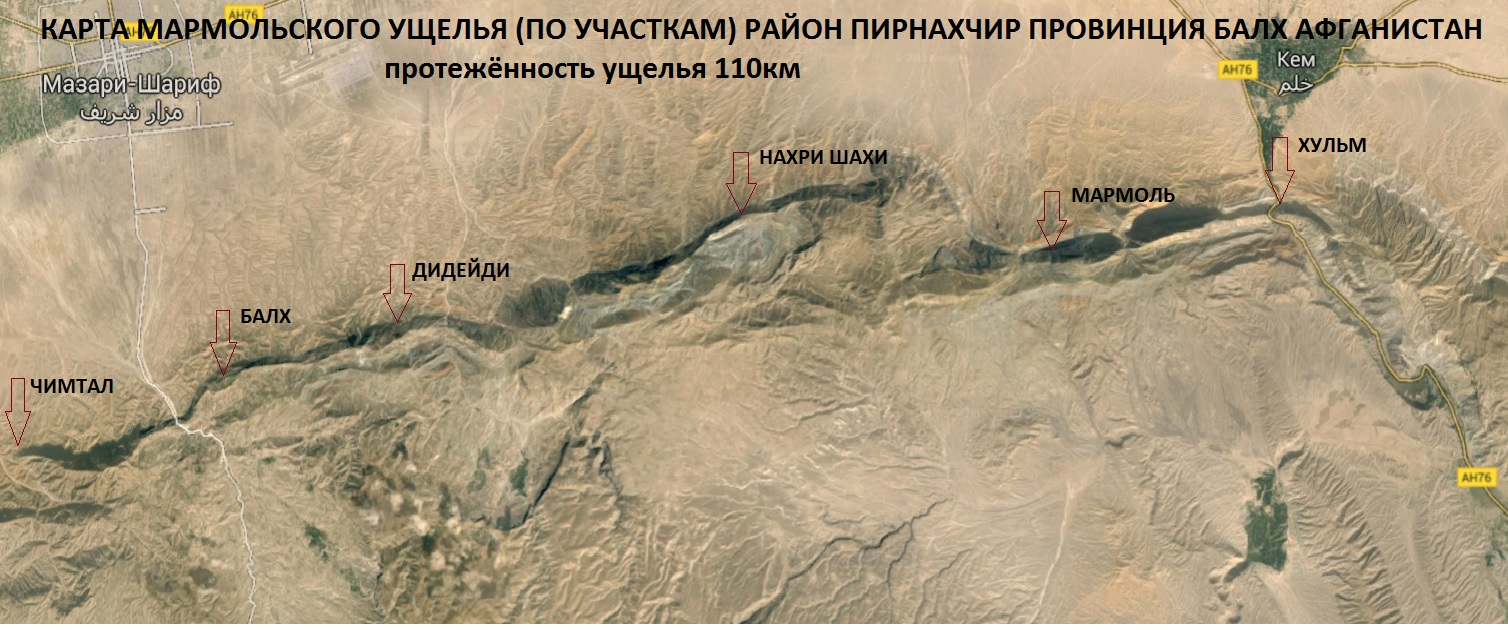
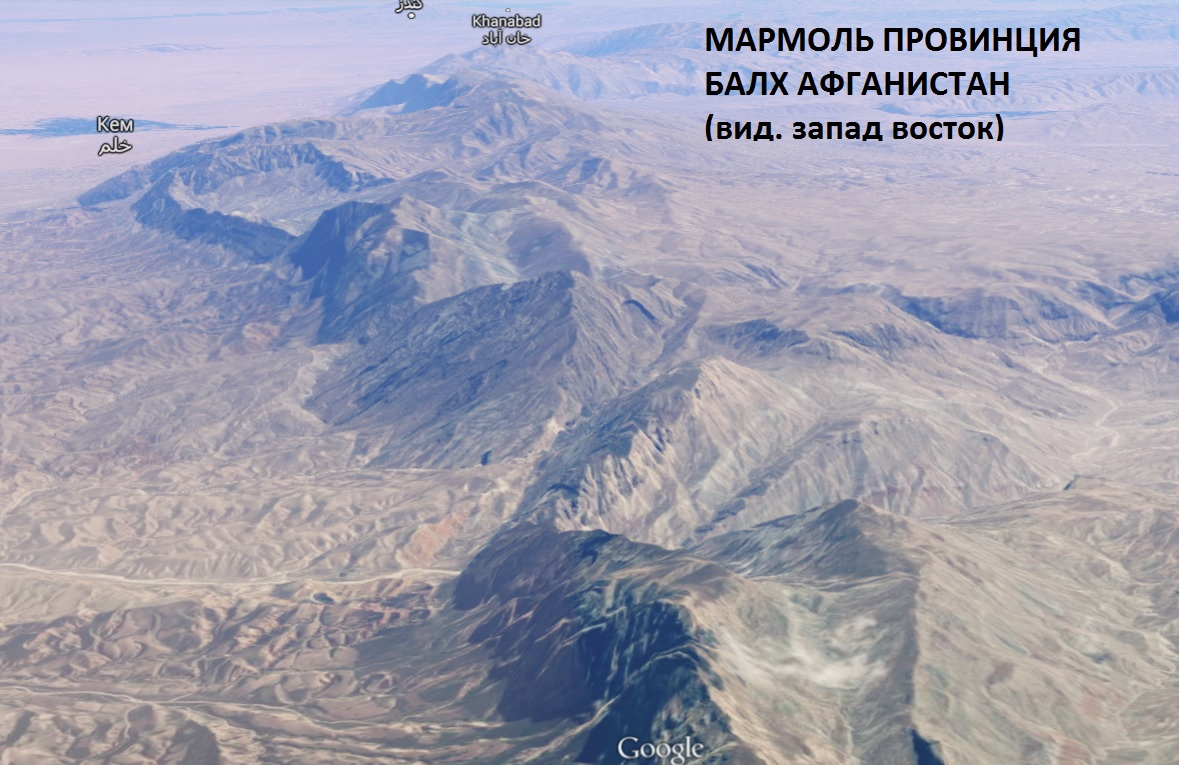
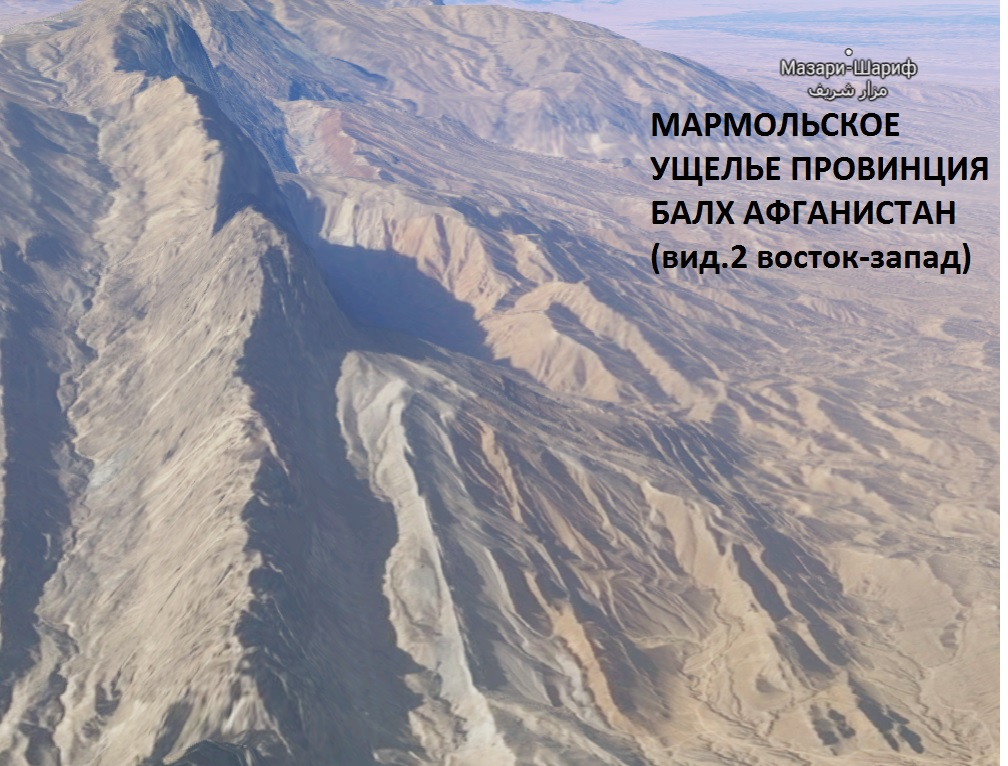
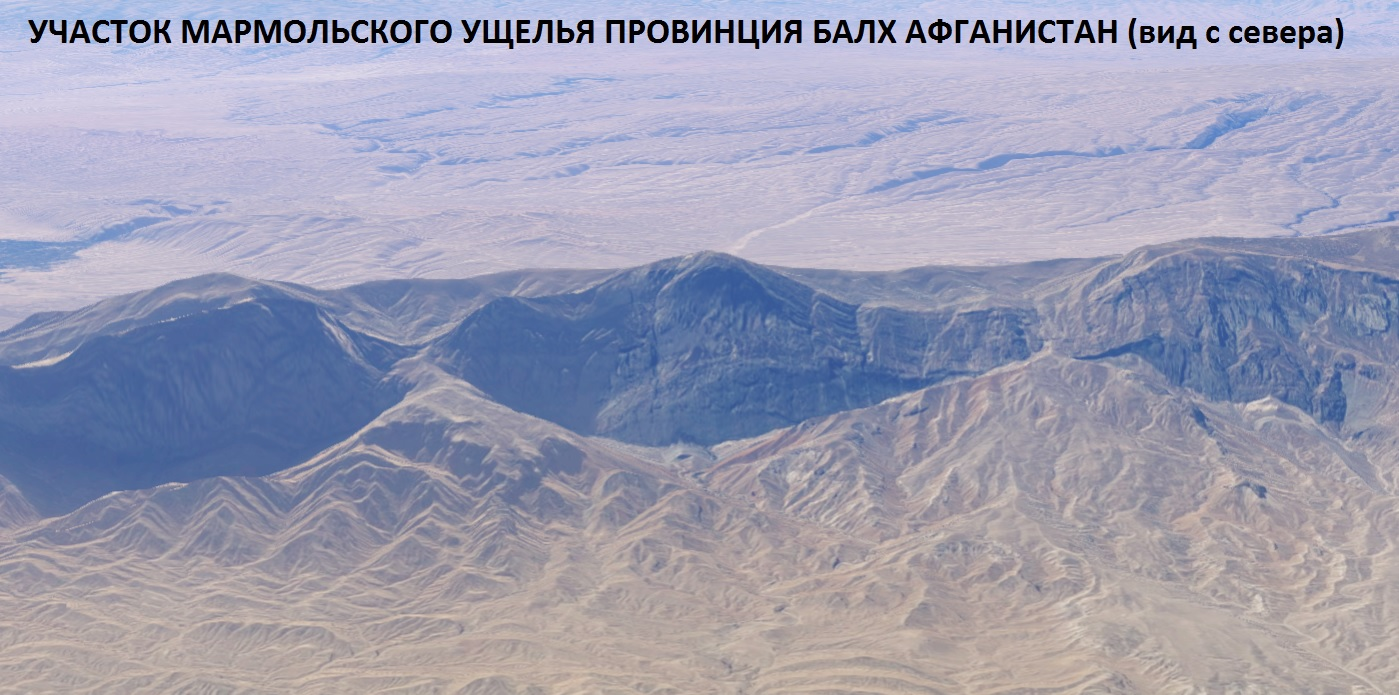
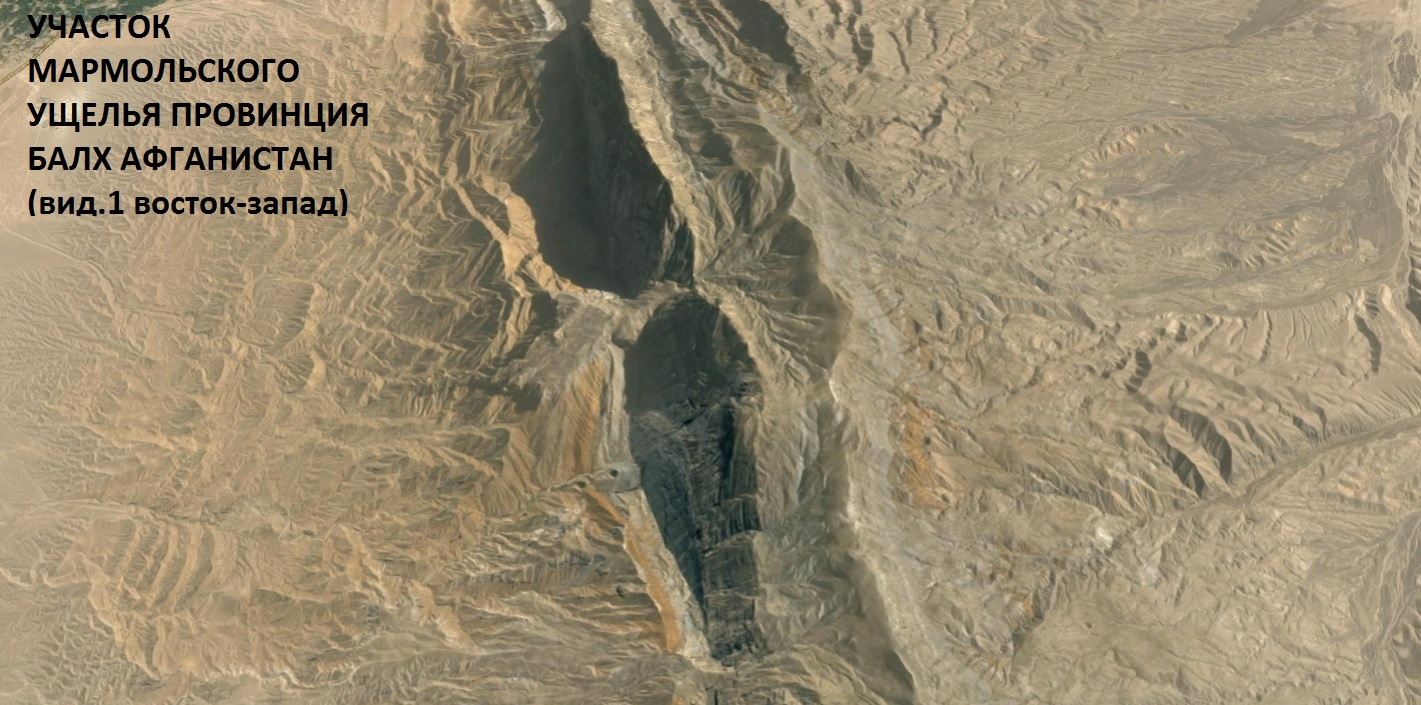

«Мармоль» разместился в труднодоступном горном районе (протяжённом каньоне) окружённым горами, названном «красные скалы». Превышение гор над плато составляло 800 метров. Для учинения препятствий в прохождения военной техники Советских войск мятежники устраивали минные заграждения из противотанковых мин и фугасов.
Перед высадкой групп тактического воздушного десанта и прохода по дну ущелья военной техники, советская ударная авиация подавляла бомбо-штурмовыми ударами опорные пункты мятежников. Высадившийся десант обеспечивал разгром формирования мятежников и захватывал цитадель. В его пещерах находился арсенал и продовольствие, альтернативные источники энергии, даже тюрьма.

В ходе боевых действий 1983, 1984, 1985 годов в районе «Красных скал» в 70 километрах юго-западнее Мазари-Шариф в столкновение с мятежниками вступали подразделения 201-й мотострелковой дивизии — 149-й гвардейский; 122, 395 мотострелковые полки, впоследствии захватившие укрепрайон.

### «Дарзаб»
Дарзаб — укрепрайон, перевалочный пункт афганских моджахедов (1979—1989) партии «Исламское общество Афганистана» Бурхануддина Раббани на стыке провинций Фарьяб и Джаузджан север республики Афганистан. Кишлак «Дарзаб» и одноимённый укрепрайон находился в предгорье, в протяжённом 300 метровом каньоне. Разгром укрепрайона «Дарзаб» произошёл в ходе войсковой операции 15 — 19 февраля 1982 года.

### «Крер»
Крер (Карера) — укрепрайон афганских моджахедов «Исламского союза освобождения Афганистана» на востоке Республики Афганистан. Управлялся лидером «Исламского союза освобождения Афганистана» Абдул Расул Саяфом. Располагался на границе с Пакистаном, восточнее уездного центра Саркани в двадцати километрах южнее административного центра провинции Кунар, города Асадабад в высокогорной местности — 2000 метров. Поблизости, в районе перевала Гулпрай у населённого пункта Мамунда были оборудовали две перевалочные базы «Шахид Абдул Латиф» и "Фатха. Обе имели выход к Пакистану, в район Баджар. Близость к границе позволяла Крер быстро нарастить живую силы из сопредельной территории.

### «Гошта»
Гошта — укрепрайон (опорный пункт и перевалочная база) афганских моджахедов (1979—1989) на востоке Республики Афганистан в провинции Нангархар на границе с Пакистаном. Из укрепрайонов на северо-западе провинции Нангархар, Гошта был захвачен и полностью уничтожен подразделениями спецназа ГРУ в январе 1986 года.

Операция по захвату «Гошта» принесла советскому спецназу ГРУ крупные трофеи: три зенитные горные установки ЗГУ-1, семь ДШК, три миномёта и свыше 70 стволов, включая снайперское оружие.

### «Луркох»
Луркох — укрепрайон в провинции Фарах на юго-западе республики Афганистан — южнее города Шинданд в одноимённом горном массиве, который высился над равниной. Труднодоступный горный участок, где находился Луркох был близко к трасе «Кандагар — Гарат» и охватывал несколько десятков квадратных километров. Оттуда мятежники регулярно совершали нападения на афганские гарнизоны и блокпосты. Подступы к Луркоху защищали минные поля. В природных складках оборудовались опорные пункты.
— Хранилища Луркох имели десятки тысяч тонн горючего, продовольствия и боеприпасов.

Вооружённые формирования использовали географическое расположение массива. На удалении от населённых пунктов отшибе от обжитых мест, гарнизонов, где войска ограничивались эпизодическими войсковыми операциями, а с их завершением мятежники вновь возвращались в «район». Проводившиеся против «душманской базы» войсковые операции успеха не приносили. Ценой ощутимых потерь удавалось войти в горные распадки, однако противник вовсе не собирался «биться насмерть» за удержание позиций, под напором армии растворялся в прилегающих горах и вновь возвращался в оставленные пещеры, стоило только войскам отойти. Удержание армией объекта, где и селений, по сути, не было, не представляло смысла, а оставлять там сторожевые заставы и посты было слишком накладным

«Массив этот представлял собой интересное и необычное место. На абсолютно голой равнине в радиусе шести километров высились каменные глыбы. Самая большая вершина находилась на высоте более трех километров над уровнем моря. По данным нашей и афганской разведок, в центре массива находилась большая база с оружием, боеприпасами и продовольствием. Мятежниками там „был оборудован неприступный лагерь, откуда они совершали набеги на дорогу, по которой непрерывно шли в Кандагар наши и афганские колонны, а также на расположение 70-й отдельной мотострелковой бригады. Все подступы и радиальные ущелья, ведущие в центр горного массива, были заминированы“— командующий 40-й Армией генерал-полковник Громов Б.В., воспоминания.
Овладение Луркох

Командование по овладению укрепрайоном „Луркох“ на начальном этапе осуществлялось генерал-майором Ю.Шаталиным, комдивом 5-й МСД, на втором — вновь прибывшим новым комдивом 5-й МСД, бывшим зам.комдивом 108-й МСД, генералом Громовым Б. В.. Продолжительность операции составила более четырёх недель.

Комдив Громов Б. В. принял доклады офицеров, досконально владеющих ситуацией вокруг „Луркох“. Их позиция состояла в нецелесообразности выдвижения вглубь горного массива во избежание лобового боестолкновения. Предлагалось заминировать все входы и выходы в ущелья, заключив мятежников в мешок постоянно держать под воздействием артиллерии и авиации. Командование ВС ДРА, придерживалось другого мнения: ими предлагалось сделав мощный прорыв вглубь, уничтожить „базу“, вперёд направить СВ.

— Опорный и перевалочный пункт в Луркох необходимо было ликвидировать. Однако в ходе очередной попытки продвижения в глубь горного массива подразделения наталкивались на упорное, отчаянное сопротивление мятежников. По-видимому. База, по всей видимости была обустроена давно, и с перспективой: огромные запасы боеприпасов и продовольствия позволяли мятежникам продержаться продолжительное время. Для захвата „Луркох“, предстояло разминировать все предусмотрительно пристрелянные точки ущелья. Сделать это без потерь было крайне сложно. Движение по горным хребтам, для захвата господствующих высот, пресекалось встречным шквальным огнём.

— Высадка десанта в „Луркох“, по причине численного и позиционного преимущества, в пользу мятежников — было нецелесообразным. Сил артиллерии, призванной к предварительной обработке ударами по склонам — с целью исключить потери пеших групп, было недостаточно. На текущем этапе, СВ не располагали необходимым — для десантирования количеством вертолётов и фронтовой авиацией, а также сил (авиации) прикрытия вертолётов. Одной из главных проблем являлось, также отсутствие должной связи для управление десантом в горах, особенно при спуске в ущелье. Потеря связи с пешими группами была равнозначна их гибели

— На текущем этапе СВ ещё не были оснащены авиационными комплексами с радио-ретрансляторами, теми, что позже висели в воздухе в ходе каждого из боевых действий. Если бы подразделения СВ навязали мятежникам бой, он привёл бы к большим жертвам». Исходя из этого было принято решение не проводить операцию внутри «Луркоха», а ограничиться лишь избранными мерами: подступы к горному массиву были заминированы, ущелья обработали артиллерией. Между скалами «Луркоха» и дорогой выставили усиленные заслоны, для перехвата мятежников. На всё ушло пять дней, после чего подразделения дивизии вернулись в казармы. Спустя несколько месяцев база в Луркохе опять стала о себе напоминать.

— Мятежники в районе «возобновили нападения на автомобильную трассу и систематически увеличивали подчиненную себе территорию». Было сделано всё необходимое дабы запереть «формирования» в ущельях, а также вынудить покинуть данный «район». Мятежникам дали знать: «Луркох под прицелом!» — возобновления деятельности там не будет

— Укрепрайон ежедневно подвергался БШУ и ударам дальнобойной артиллерии, минирование основных ущелий и подступов к ним постоянно «освежалось». Тем не менее, «Луркох» вновь стал использоваться оппозицией «как объединённый командный пункт — на хорошо укрепленной базе в центре гор, где периодически продолжали собираться руководители бандформирований». Командование угнетало то, что в ходе непрекращающихся налётов мятежников, — заставы, сторожевые посты, и военные гарнизоны — частей 40-й армии и правительственных войск, продолжали нести потери.

— Командование 5-й дивизии встало перед необходимостью предпринять решительные меры и каким-то образом нейтрализовать находившиеся в ущельях силы моджахедов. Другими словами, нам нужно было уничтожить их и сделать все для того, чтобы в последующем вообще не вспоминать о «Луркохе».

— Невзирая от уклонения от лобовых столкновений, потерь в подразделениях Советских войск избежать не удалось, были погибшие в 5-й мотострелковой дивизии — мотострелки, сапёры; десантники, их также понесли советские военные советники. Были потери и в 21-й пехотной бригаде правительственных войск ВС ДРА, дислоцированной в Фарахе, в сорока километрах от горного массива, принимавшей совместное участие. Погиб лётчик, генерал-майор В. Хахалов. Его гибель активизировала боевые действия.

### «Васатичигнай»
Васатичигнай укрепрайон, перевалочная база афганских моджахедов (1979—1989) на юге Республики Афганистан в провинции Кандагар на границе с Пакистаном. Оборудован в горном массиве в семидесяти километрах восточнее Кандагара, в отрогах простирающихся "вдоль трассы «Кандагар-Кабул» на пятнадцать км. на юг от бетонки в глубине одного из ущелий хребта. «Васатичигнай» был ключевым опорным пунктом и перевалочной базой при проводке караванов на маршрутах центрального направления в провинциях Кандагар и Забуль. Был под управлением полевого командира Абдула Резака.

Краткое описание укрепрайона: Вход в ущелье контролировали две огневые точки крупнокалиберных пулемётов с противостоящих вершин. В рельефе местности — скальном грунте вырублены окопы, сооружён бруствер. Ущелье было длинным, извилистым, где-то сужалось до десятка метров..

### «Мармоль»
Ликвидация системы тыла, захват мощных укрепрайонов (УР) фортификационных комплексов — опорных пунктов и перевалочных баз афганских моджахедов: «Альбурс», «Агарсай», «Байрамшах», «Шорча» в зоне Мармольского, Тангимармольского, Шадианского и Ташкурганского ущелий горного массива «Красные скалы» в провинции Балх в период Афганской войны (1979—1989) осуществлялись в ходе общевойсковых «Мармольских операций» частями 201-й Гатчинской дважды Краснознамённой мотострелковой дивизии, других подразделений ОКСВА, частей погранвойск (КСАПО) КГБ СССР и правительственных сил ДРА против вооружённых формирований афганских моджахедов «Исламского общества Афганистана» Бурхануддина Раббани (полевые командиры: Мохаммад Забиулло, Мохаммад Алим, Атта Мохаммад Нур и др.) с привлечением значительных сил и средств — «Мармольские операции».

— Общевойсковые операции: 1980, август 1981, 1982, март 1983, январь-февраль 1984, сентябрь 1985, 1986, 1987 и другие годы были проведены с целью парализовать деятельность антиправительственных сил: разгром вооружённых формирований, овладение укрепрайонами: «Агарсай», «Альбурс», «Байрамшах», «Шорча», захват опорных пунктов и перевалочных баз оппозиции, складов вооружения и боеприпасов в зоне «Мармольского, Тангимармольского, Шадианского и Ташкурганского ущелий» горного массива «Красные скалы» провинция Балх, блокирование поставок материальных ресурсов из перевалочных «баз Балха», в другие северные провинции Афганистана: Саманган, Джаузджан, Сари-Пуль, Фарьяб и др. Итогом операций явилось овладение опорными пунктами, значительным количеством трофейного вооружения и боеприпасов.

### «Дарзаб»
В январе 1982 года, начальник штаба 40-й армии, генерал-майор Тер-Григорьянц Н. Г. был назначен руководителем «Дарзабской операции» по блокированию и уничтожению группировки противника в провинции Фарьяб (Меймене).

— По данным разведки, в данном районе было создано поддерживаемое США, Пакистаном и другими странами подпольное правительство Афганистана. В их дальнейшие планы входило отторжение части территории страны от центра и создание на ней мощного очага сопротивления. Естественно, этого никак нельзя было допустить. В короткие сроки под руководством генерал-майора Тер-Григорьянца была спланирована и проведена «воздушно-наземная операция». Было задействовано около 1000 военнослужащих Советской Армии и ВС ДРА, около 15 самолётов и более двух десятков транспортных вертолётов и вертолётов огневой поддержки.

— Первый этап операции 29 января 1982 года предусматривал высадку тактического воздушного десанта подразделений 350-го гвардейского парашютно-десантного полка (350-го гв. ПДП) 103-й гв. ВДД на господствующие высоты, оседлание отрогов и ввод подразделений ВС ДРА в кишлак Дарзаб.

— Прибывший из Кабула на аэродром Мазари-Шариф батальон десантников, отряд спецназа ГРУ и 4 батальона ВС ДРА на вертолётах МИ-8МТ вылетели в район операции. Они вступили в продолжительные боевые действия с мятежниками при поддержке артиллерии и авиации. При подлёте к месту высадки по вертолётам был открыт шквальный пулемётный огонь. Передовой отряд подразделений был высажен на отрогах хребтов в районе «Дарзаб» и сразу вступил в бой.

— Трое суток, десантники не выходили из боя, разведгруппы каждую ночь осуществляли вылазку и совершали налёты на позиции мятежников.

— В ходе боёв «Дарзаб» был уничтожен, ликвидация привела к временной стабилизации в северных провинциях ДРА и уменьшила активность оппозиции в регионе в целом.

### «Крер»
В конце марта 1986 года советские и афганские войска предприняли попытку овладеть укрепленным районом «Крер». Численность полка в гарнизоне увеличилась до 400 человек за счет усиления, прибывшего из соседнего Пакистана. «В результате наземно-воздушной операции в укрепрайоне Крер 28 марта 1986-го года Советские войска в ходе пятнадцати часового боя уничтожили 26 моджахедов, разрушили военные сооружения, но потеряли при этом 42 человека. 29-30 марта при деблокировании базы моджахеды уничтожили 70 афганских и 50 советских военнослужащих. 29-31 марта в течение двухдневного боя в ущелье „Крер“ моджахеды нанесли советским войскам большой урон, потеряв при этом 42 человека, но выбили их из укрепрайона и захватили трех пленных».Журнал «Pakistan Strategic Studies Review». Статья «Специальные операции»: «Карера. Кровь на камнях» Журнал войск специального назначения «Братишка». Дата обращения: 16 июля 2015. Архивировано из оригинала 17 июля 2015 года.

— «Карера» располагалась в труднодоступном районе провинции Кунар — лесистые горы сковывали манёвр вертолётов и осложняли высадку тактического десанта. Близость к Пакистанской границе обеспечивало бесперебойное снабжение военной помощью. Это был мощный укрепрайон с развитой сетью подземных коммуникаций, заводом по производству патронов и имел эшелонированное ПВО. С близлежащих гор места вероятной высадки десанта были хорошо пристреляны, устроены минно-взрывные заграждения. В операции участвовали 2 отряда спецназа ГРУ из Асадабада (334-й ОоСпН) и Джелалабада (154-й ОоСпН).

— Подходы к укрепрайону защищали опорные пункты с противоположных высот..
— В ходе ожесточённого боя за «Крера» на подмогу мятежникам прибыло пополнение из других формирований. А к работе спецназа подключилась советская ударная авиация.

### «Гошта»
«Операция 15-го БРСПН по захвату в январе 1986 года мощного укрепленного района у н. п. Гошта, проходила недалеко от пакистанской границы. Район имел эшелонированную ПВО, стрелки были опытными и грамотно строили атаку по вертолётам. Строй из 6 Ми-8МТ был атакован плотным стрелковым огнём и множественными гранатометами, стрелявшими на подрыв гранат на самоликвидацию и создавшими фронт огня и осколков. Потом по отдельным машинам открыли огонь ДШК, и два вертолёта были повреждены, так что операцию пришлось свернуть и перенести её реализацию на поздний период. В операцию были вовлечены новые силы, авиация была усилена вертолётами баграмского 335-го ОВП и Су-25 378-го ОШАП. Утром 18 января 18 Ми-24П нанесли массированный удар; от пехоты руководителем построения атаки был начштаба 154-го ОСПН м-р Д. Лютый, находившийся на борту одного из вертолётов». Из Книги «Мы атакуем с небес» автор Сергей Сергеев.
Операция по захвату «Гошта» была проведена с минимальными потерями. Удалось уничтожить около 60 мятежников, все склады с боеприпасами и снаряжением, захватить в качестве трофеев три 14,5-мм зенитные пулемётные установки ЗПУ-1, семь 12,7-мм пулемётов ДШК, одно 82-мм безоткатное орудие БО-82, три 82-мм миномёта (все оружие китайского производства) и свыше тридцати единиц стрелкового оружия, в том числе и американскую 7,62-мм снайперскую винтовку М-21, весьма редкую в Афганистане, а также один ПЗРК «Стрела-2».

### «Васатичигнай»
Для овладения укрепрайоном «Васатичигнай» были задействованы подразделения: 70-я отдельная гвардейская мотострелковая бригада 70 гв. ОМСБр (Кандагар), «в их числе разведрота 70-й ОМСБр, десантно-штурмовой батальон, танковый батальон и подразделения ствольной и реактивной артиллерии»; отряды специального назначения ГРУ: 173-й ОоСпн (Кандагар) и 370-й ОоСпн (Лашкаргах)); штурмовая авиация и тяжёлая артиллерия. Операция проводилась под общим командованием генерал-лейтенанта Гусева.

После тщательного сбора информации, изучения данных аэрофотосъемки был разработан план операции, намечен маршрут движения сил и средств 70-й ОМСБр к «объекту». Офицеры ВС ДРА отыскали в своих рядах военнослужащего, проживавшего ранее в кишлаке «Васатичигнай», который уточнил расположение важных объектов инфраструктуры базового района: организацию охраны и обороны; систему противовоздушной обороны; схему оповещения; также вероятный порядок действий в случае нападения СВ. Удалось установить: численность отряда мятежников, постоянно находящихся на базе, составляет сто пятьдесят человек; имя главаря банды — Абдул Резак. Укрепрайон был захвачен и уничтожен. В ходе операции стороны понесли потери в живой силе и технике..

## Иностранная литература
- Majid Foroozandeh «The Operative» 2022
- Ali Ahmad Jalali «The Other Side of the Mountain: Mujahideen Tactics in the Soviet-Afghan War» 2022
- «Fortified base mujahideen»
- «Cave complex mujahideen» «Пещерные комплексы»

Список использованной иностранной литературы:
- «Afghan mujahideen fortified cave complexes»

— «U.S. Conflicts in the 21st Century: Afghanistan War, Iraq War, and the War on Terror: Afghanistan War, Iraq War, and the War on Terror Spencer C. Tucker»

— «The Encyclopedia of Middle East Wars: The United States in the Persian Gulf, Afghanistan, and Iraq Conflicts: The United States in the Persian Gulf, Afghanistan, and Iraq Conflicts Spencer» C. Tucker

— «The United States of War: A Global History of America’s Endless Conflicts, from Columbus to the Islamic State» David Vine

— "The Central Intelligence Agency: An Encyclopedia of Covert Ops, Intelligence Gathering, and Spies [2 volumes

— «History’s Greatest Wars: The Epic Conflicts that Shaped the Modern World» Joseph Cummins

— «The War Chronicles: From Flintlocks to Machine Guns» Joseph Cummins

— "A Different Kind of War: The United States Army in Operation «ENDURING FREEDOM» October 2001 — September 2005 Government Printing Office
— «Soviet Paratrooper vs Mujahideen Fighter: Afghanistan 1979-89» David Campbell 2017

— «The Other Side Of The Mountain: Mujahideen Tactics In The Soviet-Afghan War» Lester K. Grau, Ali Ahmad Jalali

— «The War Chronicles: From Flintlocks to Machine Guns»

— «Afghanistan Cave Complexes 1979—2004 — Mountain Strongholds of the Mujahideen Taliban & Al Qaeda»

— «The Soviet-Afghan War: how a superpower fought and lost». Generalʹnyĭ shtab, Lester W. Grau, Michael A. Gress

— «Bin Laden: The Man who Declared War on America» с.198
- «Afghan mujahideen cave complex»

— «The Afghan Way of War: How and Why They Fight» Robert Johnson с. 227, 2011

— «Afghanistan’s Endless War: State Failure, Regional Politics, and the Rise of the Taliban Larry P.» Goodson

— «Conflict in Afghanistan: A Historical Encyclopedia Frank Clements, Ludwig W. Adamec c.60 ABC-CLIO, 2003»

— «Afghanistan’s internal security threats : the dynamics of ethnic and sectarian violence» Author:	Mūsá K̲h̲ān Jalālzaʼī

— «The Afghan Way of War: How and Why They Fight» Author: Donald Larry Sampler

— «The Theory and Practice of Islamic Terrorism: An Anthology» Author: Marvin Perry, Howard E. Negrin
— «Modern American Snipers: From The Legend to The Reaper-on the Battlefield with Special Operations Snipers» Author: Chris Martin, SOFREP, Inc. d/b/a Force1

— «The Making of a Terrorist: Training» c.184 James J. F. Forest Praeger Security International, 2006

— «Afghanistan: a military history from Alexander the Great to the fall of the Taliban» Author: Stephen Tanner Da Capo Press 2003

— «Messages to the World: The Statements of Osama Bin Laden Paperback» — November 17, 2005 by Osama bin Laden Author: Bruce Lawrence (Editor), & 1 more

— «The Great Gamble: The Soviet War in Afghanistan Paperback» — January 5, 2010 Author: Gregory Feifer

## Примечание
1. ↑  ОФИЦИАЛЬНЫЕ ДАННЫЕ О СОВЕТСКИХ ПОТЕРЯХ В АФГАНИСТАНЕ
2. ↑  Классовая борьба в афганском обществе во 2-й пол. XX века. Дата обращения: 18 октября 2010. Архивировано 26 сентября 2007 года.
3. ↑  40-я армия, численность которой в различное время колебалась от 100 до 120 тыс. солдат и офицеров. Всего же советские и афганские вооруженные силы (с учетом войсковых подразделений всех силовых структур) не превышали 300 тыс. См. «НВО» Архивная копия от 13 сентября 2009 на Wayback Machine.
4. ↑  Никитенко Е. Г. Афганистан: От войны 80-х до прогноза новых войн. —М.: Астрель; АСТ, 2004. — С. 94, 110.
5. ↑  ВВС: Выход из тупика. Закончить афганскую войну оказалось труднее, чем начать. ЦентрАзия. Дата обращения: 20 ноября 2009. Архивировано из оригинала 20 декабря 2011 года.
6. 1 2 3  «The United States of War: A Global History of America’s Endless Conflicts, from Columbus to the Islamic State» David Vine
7. 1 2 3 4 5 6 7 8 9 10  И.Дауди «Большая игра в Афганистан» историческая документалистика. Главы: «Перевалочные базы афганской оппозиции» с. 118—121 / «Базовые районы афганской оппозиции» с. 121—127 — ISBN 978-5-4491-1124-1 Москва, из-во ДеЛибри 2021. Дата обращения: 16 августа 2022. Архивировано 28 апреля 2022 года.
8. ↑  Ляховский, Забродин, 1991, с. гл.«Районы, базы, опорные пункты».
9. ↑  «U.S. Conflicts in the 21st Century: Afghanistan War, Iraq War, and the War on Terror: Afghanistan War, Iraq War, and the War on Terror» Spencer C. Tucker
10. 1 2 3 4 5  «The Encyclopedia of Middle East Wars: The United States in the Persian Gulf, Afghanistan, and Iraq Conflicts: The United States in the Persian Gulf, Afghanistan, and Iraq Conflicts Spencer» C. Tucker
11. 1 2 3 4  «The Central Intelligence Agency: An Encyclopedia of Covert Ops, Intelligence Gathering, and Spies [2 volumes]: An Encyclopedia of Covert Ops, Intelligence Gathering, and Spies» Jan Goldman Ph.D.
12. 1 2 3 4 5 6 7 8  «The War Chronicles: From Flintlocks to Machine Guns» Joseph Cummins
13. 1 2 3 4 5 6  «A Different Kind of War: The United States Army in Operation „ENDURING FREEDOM“ October 2001 — September 2005 Government Printing Office
14. ↑  Книга «ВЫЖЖЕННОЕ НЕБО АФГАНА. БОЕВАЯ АВИАЦИЯ В АФГАНСКОЙ ВОЙНЕ» автор В.Марковский. Дата обращения: 22 июля 2015. Архивировано из оригинала 22 июля 2015 года.
15. 1 2 3 4 5  „History’s Greatest Wars: The Epic Conflicts that Shaped the Modern World“ Joseph Cummins
16. 1 2 3 4 5  «Афганистан. Пещерные комплексы моджахедов, талибов и Аль-Каиды» автор Мир Бахманьяр «Afghanistan Cave Complexes 1979-2004» - «Mountain Strongholds of the Mujahideen Taliban & Al Qaeda» Author: Mir Bahmanyar (Fortress 26) By Stephen Turnbull, Publisher: Os Publishing 2004 64 Pages ISBN 184176776X. PDF 14 MB. Дата обращения: 26 апреля 2020. Архивировано 10 апреля 2019 года.
17. 1 2 3 4 5  «Горные Крепости моджахедов, талибов, Аль-Каиды» автор Мир Бахманьяр (Author: Mir Bahmanyar). Дата обращения: 29 июля 2015. Архивировано 16 января 2019 года.
18. 1 2  Генерал А. А. Ляховского о базовом районе «Джавара», также «Мы атакуем с небес» автор Сергей Сергеев Серия: Афган. Локальные войны Издатель: Эксмо Год: 2010 Архивная копия от 31 июля 2018 на Wayback Machine ISBN 978-5-699-40303-5
19. ↑  «Схема» и «Поэтажный план» фортификационного сооружения «Тора-Бора» (недоступная ссылка)
20. 1 2  «U.S. Conflicts in the 21st Century: Afghanistan War, Iraq War, and the War on Terror : Afghanistan War, Iraq War, and the War on Terror» Spencer C. Tucker
21. ↑  (Карта района «Шаршари»)
22. ↑  1986 год, «Потери ВВС в Афганистане в 1986 г.» — skywar.ru. Дата обращения: 15 июля 2015. Архивировано 19 июля 2018 года.
23. ↑  Су-25 в Афганистане. Дата обращения: 2 апреля 2015. Архивировано 28 сентября 2014 года.
24. ↑  «Штурмовик Су-25 и его модификации» (стр.178). Дата обращения: 15 июля 2015. Архивировано из оригинала 5 марта 2016 года.
25. ↑  Книга «Мы атакуем с небес» автор Сергей Сергеев. Дата обращения: 18 июля 2015. Архивировано 12 июня 2021 года.
26. ↑  Воспоминания о «Кокари-Шаршари» генерал-полковник Скородумов А.И. Дата обращения: 2 апреля 2015. Архивировано 14 июля 2018 года.
27. ↑  В.Марковский «Жаркое небо Афганистана». Дата обращения: 2 апреля 2015. Архивировано 28 сентября 2014 года.
28. 1 2 3  Статья «Дауди имя героя» газета Минобороны РФ «Красная звезда» 22.04.2009. Дата обращения: 2 апреля 2015. Архивировано 14 июля 2018 года.
29. 1 2 3  Статья «Когда в жизни есть место подвигу и отваге» газета «Солдат России» за № 25-26 стр.9 (737—738), 11.10.2012 печатный орган «201-й Российской Военной Базы в Таджикистане»
30. ↑  Генерал полковник А.И.Скородумов о «Кокари-Шаршари». Дата обращения: 2 апреля 2015. Архивировано 14 июля 2018 года.
31. ↑  «Афганская кампания: невостребованный опыт.5» «Эволюция форм и способов ведения боевых действий» генерал-майор Е.Г.Никитенко. Дата обращения: 15 июля 2015. Архивировано из оригинала 22 февраля 2015 года.
32. ↑  Книга.5 Афганистан Книга «Неповторимое» Воспоминания генерала армии Варенникова В.И. Дата обращения: 29 июля 2015. Архивировано из оригинала 5 июня 2017 года.
33. ↑  Читать книгу «Трагедия и доблесть Афгана», Александр Антонович Ляховский
34. ↑  Статья «И вечный бой» газета Минобороны РФ «Красная звезда» 08.12.2010. Дата обращения: 2 апреля 2015. Архивировано 5 августа 2018 года.
35. ↑  Статья «Мужество» журнал войск специального назначения «Братишка» 5.2011. Дата обращения: 2 апреля 2015. Архивировано из оригинала 17 августа 2018 года.
36. ↑  Генерал-полковник А.И. Скородумова об Операции «Западня». Дата обращения: 2 апреля 2015. Архивировано 14 июля 2018 года.
37. 1 2 3 4 5 6  «Опыт оплаченный кровью. По ту сторону Пянджа» Журнал войск специального назначения «Братишка» (недоступная ссылка)
38. 1 2 3 4  И.Дауди «Афганистан. Мармольские войсковые операции»: из летописи боевого пути ОКСВА — «Армейский сборник» журнал Минобороны РФ №10 10.2016 с. 89-95. Дата обращения: 17 августа 2022. Архивировано 2 февраля 2017 года.
39. ↑  «Мармольские операции» сайт ветеранов kunduz.ru. Дата обращения: 10 августа 2015. Архивировано из оригинала 2 июня 2018 года.
40. ↑  «Войны и конфликты: Афганистан сентябрь-октябрь 1981 года». Дата обращения: 5 апреля 2015. Архивировано 20 февраля 2019 года.
41. ↑  «Лютый. — Захват укреплённого района Гошта» С. Козлов и др. «Спецназ ГРУ-2. Война не окончена, история продолжается»» источник: Дата обращения: 26 апреля 2020. Архивировано 22 июня 2021 года.
42. ↑  Взятие укрепрайона «Гошта» Документальный фильм. Дата обращения: 3 октября 2017. Архивировано 17 января 2019 года.
43. 1 2  «Техника и вооружение». Дата обращения: 17 июля 2015. Архивировано из оригинала 10 апреля 2019 года.
44. 1 2  Книга «Выжженное небо Афгана. Боевая авиация в Афганской войне» автор В. Марковский. Дата обращения: 22 июля 2015. Архивировано из оригинала 30 июля 2018 года.
45. 1 2  Генерал Б.Громов из Книги «Первая командировка». Дата обращения: 22 июля 2015. Архивировано 4 августа 2018 года.
46. 1 2 3 4 5 6 7 8  Генерал-полковник Б.В.Громов из Книги «Первая командировка». Дата обращения: 22 июля 2015. Архивировано 4 августа 2018 года.
47. 1 2 3 4  Статья «Моя война: Налет на Васатичигнай» Журнал войск специального назначения «Братишка» 11.2013. Дата обращения: 23 июля 2015. Архивировано из оригинала 23 июля 2015 года.
48. ↑  «Afghanistan: The First Five Years of Soviet Occupation» J. Bruce «Amstutz DIANE Publishing», 1994 стр.115, 116
49. ↑  Статья «Мармольский смертник»  «Ставропольская правда» от 14 февраля 2004 г. Дата обращения: 26 апреля 2020. Архивировано 9 мая 2021 года.
50. ↑  Книга «Записки офицера спецназа ГРУ» автор И.Ю.Стодеревский, изд-во «Финтрекс» 468 стр. Дата обращения: 17 июля 2015. Архивировано из оригинала 21 июля 2015 года.
51. ↑  Статья «Неприступная Мармоль» О.Кривопалов 154-й ОоСпН, февраль 1983 г. Газета «Третий тост» № 21 (357), 2007 г. УСВА (воинов-интернационалистов). Дата обращения: 17 июля 2015. Архивировано из оригинала 2 ноября 2016 года.
52. ↑  Выдержка из фурмуляров «Легендарная 40-я, Организационно - штатная структура 40-й армии, Партии и движения афганской оппозиции» (материал о двух операциях «МАРМОЛЬ» – 3/122 МСП 201 МСД, «ДЖАРМ» – 1/МСБ 860 ОМСП). Дата обращения: 17 июля 2015. Архивировано из оригинала 20 июля 2015 года.
53. ↑  Статья «Мармольская операция» Мазари-Шариф. «Мармоль» ст.Лейтенант Олег Белов. Дата обращения: 26 апреля 2020. Архивировано 7 января 2020 года.
54. ↑  Статья начальника Оперативной группы Главного Управления Погранвойск «КСАПО» генерала-полковника Г.А.Згерского «Мармольская операция» журнал «Ветеран границы» № 1-2/99 (ежемесячное приложение журнала «Пограничник Содружества») на Сайте «1-й ММГ Меймене» 47-го «Керкинского ПОГО КСАПО». Дата обращения: 26 апреля 2020. Архивировано 11 августа 2020 года.
55. ↑  154 ООСпН ГРУ. Акча-Айбак (1981-1983) «Мусульманский батальон». Дата обращения: 2 апреля 2015. Архивировано 30 июля 2018 года.
56. ↑  Статья «Пускай не судят однобоко» 19.02.2009. Дата обращения: 17 июля 2015. Архивировано из оригинала 22 августа 2018 года.
57. ↑  Статья «Героическим событиям Афганской войны посвящается» «Мармольская операция» Мазари-Шариф 1983 г. Дата обращения: 17 июля 2015. Архивировано из оригинала 14 ноября 2016 года.
58. ↑  Статья «Вехи боевого пути гвардейского полка» Щенников В.В. источник: «Art of war». Дата обращения: 17 июля 2015. Архивировано 11 августа 2018 года.
59. ↑  Лётчик В.Зубов о «Мармольской операции» статья «В небе над Афганистаном» «Граница России» №5, 4-10 февраля. Дата обращения: 2 апреля 2015. Архивировано 6 августа 2018 года.
60. ↑  Фото на «Мармольской операции» военнослужащих погранвойск КСАПО ПВ СССР. Дата обращения: 26 апреля 2020. Архивировано 8 мая 2021 года.
61. ↑  ПВ КГБ СССР в Афганистане. Дата обращения: 2 апреля 2015. Архивировано 24 июля 2018 года.
62. ↑  Фото Укрепрайонов на «Мармольской операции», сделанное ВС погранвойск «КСАПО ПВ СССР». Дата обращения: 26 апреля 2020. Архивировано 6 мая 2021 года.
63. ↑  Статья «Операция в горах Альбурз», фото «Трофеи Альбурза» июль 1985 года автор Г.В.Холявко. Дата обращения: 26 апреля 2020. Архивировано 11 августа 2020 года.
64. ↑  Статья «Мармольская операция». Дата обращения: 17 июля 2015. Архивировано 20 февраля 2019 года.
65. ↑  Выдержки из журнала боевых действий 40-й ОА«ВОЙНЫ И КОНФЛИКТЫ. АФГАНИСТАН» «Афганская кампания: Невостребованный опыт.24». Дата обращения: 5 апреля 2015. Архивировано 20 февраля 2019 года.
66. 1 2 3 4 5  «Как вертолёты стали «Градами»» автор Вадим Коваль. Дата обращения: 26 апреля 2020. Архивировано 10 апреля 2019 года.
67. 1 2 3 4 5 6 7 8 9 10  Статья «Моя история: Тяжёлая неделя в ущелье Дарзаб» Журнал войск специального назначения «Братишка» 08.2008. (недоступная ссылка)
68. ↑  Статья «Моя история: Тяжелая неделя в ущелье Дарзаб» Журнал войск специального назначения «Братишка» 08.2008. Дата обращения: 23 июля 2015. Архивировано из оригинала 23 июля 2015 года.
69. 1 2  Книга «Мы атакуем с небес» автор Сергей Сергеев. Дата обращения: 17 июля 2015. Архивировано 21 июля 2015 года.
70. ↑  «Мы атакуем с небес» С. Сергеев ISBN 978-5-699-40303-5